# 南圣维森特
南圣维森特是巴西南大河州的一个市镇。总面积1174.939平方公里，总人口8361人，人口密度7.1人/平方公里。